# Czechosłowacka Formuła 3 Sezon 1968
Sezon 1968 Czechosłowackiej Formuły 3 – piąty sezon Czechosłowackiej Formuły 3. Mistrzem kierowców został Vladimír Hubáček (Lotus 41).

## Kalendarz wyścigów
Źródło: formula2.net
| Runda | Data        | Tor       | Pole position | Najszybsze okrążenie | Zwycięzca (kierowcy) | Zwycięzca (zespoły) |
| ----- | ----------- | --------- | ------------- | -------------------- | -------------------- | ------------------- |
| 1     | 10 maja     | Hawierzów | ?             | ?                    | Vladimír Hubáček     | Dukla Praha         |
| 2     | 9 czerwca   | Rosice    | ?             | ?                    | Vladimír Hubáček     | Dukla Praha         |
| 3     | 23 czerwca  | Štramberk | ?             | ?                    | Vladimír Hubáček     | Dukla Praha         |
| 4     | 11 sierpnia | Prievidza | ?             | ?                    | Vladislav Ondřejík   |                     |

## Klasyfikacja kierowców
| Legenda oznaczeń w tabelach wyników Wyświetl szablon na nowej stronie | Legenda oznaczeń w tabelach wyników Wyświetl szablon na nowej stronie                                                                     |
| Oznaczenie                                                            | Wyjaśnienie |
| --------------------------------------------------------------------- | --- |
| Złoty                                                                 | Zwycięzca lub mistrzostwo |
| Srebrny                                                               | 2. miejsce lub wicemistrzostwo |
| Brązowy                                                               | 3. miejsce lub II wicemistrzostwo |
| Zielony                                                               | Ukończył, punktował (w klasyfikacji generalnej, gdy zdobył co najmniej jeden punkt na przestrzeni sezonu, poza trzema powyższymi opcjami) |
| Niebieski                                                             | Ukończył, nie punktował (w klasyfikacji generalnej, gdy nie zdobył co najmniej jednego punktu na przestrzeni sezonu)                      |
| Czerwony                                                              | Nie zakwalifikował się (NZ) |
| Czerwony                                                              | Nie prekwalifikował się (NPK) |
| Różowy                                                                | Nie ukończył (NU) |
| Różowy                                                                | Niesklasyfikowany (NS) (w klasyfikacji generalnej, gdy nie został sklasyfikowany w żadnym wyścigu sezonu)                                 |
| Czarny                                                                | Zdyskwalifikowany (DK) |
| Czarny                                                                | Wykluczony (WYK/EX) |
| Biały                                                                 | Nie wystartował (NW) |
| Biały                                                                 | Kontuzjowany (K/INJ) |
| Biały                                                                 | Wyścig odwołany (OD/C) |
| Bez koloru                                                            | Został wycofany (WYC/WD) |
| Bez koloru                                                            | Nie przybył (NP/DNA) |
| Bez koloru                                                            | Nie brał udziału w treningach (NT/DNP) |
| Bez koloru                                                            | Nie został zgłoszony (–) |
| Pogrubienie                                                           | Start z pole position |
| Kursywa                                                               | Najszybsze okrążenie wyścigu |
| †                                                                     | Nie ukończył, ale jego rezultat został zaliczony ze względu na przejechanie więcej niż 90% dystansu wyścigu.                              |
| *                                                                     | Sezon w trakcie |
| 1/2/3                                                                 | Punktowana pozycja w sprincie kwalifikacyjnym                                                                                             |
| Lista systemów punktacji Formuły 1                                    | |

| Poz. | Kierowca           | Zespół              | HAV | RSC | STR | PRI |
| ---- | ------------------ | ------------------- | --- | --- | --- | --- |
| 1    | Vladimír Hubáček   | Dukla Praha         | 1   | 1   | 1   | ?   |
| ?    | Vladislav Ondřejík |                     | ?   | ?   | 7   | 1   |
| ?    | Václav Bobek       | AZNP Mladá Boleslav | 2   | ?   | 3   | ?   |
| ?    | Miroslav Fousek    | AZNP Mladá Boleslav | 3   | ?   | 2   | ?   |
| ?    | Karel Cejnar       | Dukla Praha         | 4   | ?   | 4   | ?   |
| ?    | Alois Gbelec       | ARC Brno            | 5   | ?   | 5   | ?   |
| ?    | Jiří Srnský        | AZNP Vrchlabí       | 6   | ?   | ?   | ?   |
| ?    | Jaroslav Bobek     | AZNP Mladá Boleslav | ?   | ?   | 6   | ?   |
| ?    | Karel Babolka      | ARC Brno            | 7   | ?   | ?   | ?   |
| ?    | Jan Robotka        | Dolní Kounice       | 8   | ?   | ?   | ?   |
| ?    | Jan Hustak         |                     | ?   | ?   | 8   | ?   |
| ?    | Vladislav Havlik   | ARC Brno            | 9   | ?   | ?   | ?   |
| ?    | Jiří Rosický       |                     | ?   | ?   | 9   | ?   |
| ?    | Stanislav Votava   | Habartov            | 10  | ?   | ?   | ?   |
| ?    | Vladimír Skopal    |                     | ?   | ?   | 10  | ?   |
| ?    | Ivan Čermák        |                     | ?   | ?   | NU  | ?   |